# Ernst Cammann (Politiker)
Ernst Cammann (* 8. Mai 1888 in Celle; † 24. Februar 1978 in Obernkirchen) war ein deutscher Landwirt und Politiker (DNVP, CDU).
Cammann besuchte zunächst das Gymnasium in Greiz und wechselte später an das Realgymnasium in Gera. Nach seinem Abschluss war er zunächst als Landwirt tätig und besuchte zur Weiterbildung verschiedene Güter. Im Ersten Weltkrieg war er zwischen 1916 und 1918 Kriegsteilnehmer. Im Jahr 1918 übernahm er den väterlichen Betrieb in Belum. Er wurde im Jahr 1923 zum Gemeindevorsteher gewählt und wurde ferner Mitglied des Kreistages des Kreises Neuhaus an der Oste. Er wurde später Mitglied im Stahlhelm, Bund der Frontsoldaten und war hier Ortsgruppenführer. Cammann war Mitglied der Deutschnationalen Volkspartei und deren Vorsitzender in Neuhaus/Oste.
Später wurde er in Hadeln Kreisausschussmitglied bis April 1933, legte dann jedoch nach der Machtergreifung alle Ämter nieder.
Im Jahr 1945 folgte seine Ernennung zum Bürgermeister von Belum. Nach dem Krieg wurde er Mitglied der CDU. Im Jahr 1945 wurde er Mitglied des Kreisausschusses und Mitglied des Kreistages. Cammann war Mitglied des ernannten Hannoverschen Landtages vom 23. August 1946 bis 29. Oktober 1946.

## Quelle
- Barbara Simon: Abgeordnete in Niedersachsen 1946–1994. Biographisches Handbuch. Hrsg. vom Präsidenten des Niedersächsischen Landtages. Niedersächsischer Landtag, Hannover 1996, S. 62.

| Personendaten    | Personendaten             |
| ---------------- | ------------------------- |
| NAME             | Cammann, Ernst            |
| KURZBESCHREIBUNG | deutscher Politiker (CDU) |
| GEBURTSDATUM     | 8. Mai 1888               |
| GEBURTSORT       | Celle                     |
| STERBEDATUM      | 24. Februar 1978          |
| STERBEORT        | Obernkirchen              |